# Gimpel (Berg)
Der Gimpel ist ein 2173 m ü. A. hoher Berg in den Tannheimer Bergen, einer Untergruppe der Allgäuer Alpen. Der Name ist auf die Gimpelalpe in der „Mulde“ (Keltisch Comba) zurückzuführen. Der Gimpel besteht aus Wettersteinkalk.

## Lage und Zugang
Der Gimpel ist einer der Gipfel in den Tannheimer Bergen. Sein Gipfelbereich bilden nach Süden und Norden hin steile Felswände von etwa 300 m bzw. etwa 650 m Höhe. Mit der Roten Flüh verbindet ihn die  westlich gelegene Judenscharte, eine hoch gelegene Scharte zwischen den beiden Bergen. Vor der Gimpel Südwand erstreckt sich der Gimpel Südostvorbau an den sich östlich die Zwerchwand anschließt. Südlich des Gimpel erstreckt sich der Hochwiesler (1950 m), eine Fortsetzung der Roten Flüh. Östlich des Gimpel liegt die Nesselwängler Scharte (1993 m ü. A.). Mit der Kellenspitze (2238 m ü. A.) setzt sich der Gebirgskamm nach Osten fort. 
Der Zugang zum Gimpel erfolgt meist vom Ort Nesselwängle aus, von diesem gibt es einen gut ausgebauten Wanderweg zum Gimpelhaus. Vom Gimpelhaus führt ein alpiner Weg am Hochwiesler vorbei in ein Kar und von diesem Richtung Judenscharte. Der Aufstieg zum Gimpel beginnt etwa 300 m vor Erreichen der Judenscharte. In der Judenscharte beginnt der Aufstieg zur Roten Flüh.

## Wanderungen
Bei geübten Bergwanderern ist die Besteigung des Gimpel sehr beliebt. Es gibt aber keinen Wanderweg auf den Gipfel. Der Normalweg auf den Gimpel führt durch die Südwand und ist eine alpine Tour mit einigen Kletterstellen durch Steilaufschwüngen (Schwierigkeit II). Ebenfalls beliebt sind Rundwanderwege, die am Gimpel vorbeiführen.

## Alpinismus
An der Südwand des Gimpel durchzieht ein Raster von sonnenexponierten und genüsslichen Kletterrouten die Wand, hier ist vor allem der historisch bedeutsame Westgrat (UIAA 6, 4-A0, 230 m Kletterlänge) mit der berühmten Stelle „Nur Mut Johann“ zu nennen, bei den etwas schwereren Routen ist die Neue Südostkante (UIAA 6, 300 m Kletterlänge) besonders beliebt (siehe Bild). In den oberen Schwierigkeitsgraden ist besonders zu nennen die Neue Südwand (UIAA 7-, 5+ A0, 230 m Kletterlänge) oder die Linie 85 (UIAA 7-, 6 A0, Kletterlänge 150 m). Insgesamt gibt es rund 20 Touren in der Südwand des Gimpel, die sich durch zufriedenstellende, aber meist nicht übermäßige Absicherung auszeichnen. Im rechts neben dem Normalweg befindlichen  Gimpelsüdostvorbau gibt es nochmal etwa 15 Kletterrouten in allen Schwierigkeitsgraden, vom Normalweg (Schwierigkeit II) bis zu Routen in den oberen Schwierigkeitsgraden, wie z. B. den Paartaler Pfeiler (UIAA 7+, 140 m Kletterlänge).
Insgesamt haben alle Routen alpinen Charakter, allerdings wurde die Absicherung in den meisten Routen saniert: Alle Standplätze sind mit Bohrhaken ausgestattet und in den neueren Routen sind viele Zwischensicherungen vorhanden, z. B. in der Jedem Tierchen sein Plaisierchen (UIAA 6). Anders ist die Situation an der Gimpelnordwand: hier gibt es viele ursprüngliche Abenteuerrouten mit mäßiger Absicherung, diese werden aber auch deutlich seltener begangen. Ein Beispiel dafür ist der Schräge Riss (UIAA 6, 630 m), erstbegangen 1927 von Karl Lang und Hans Schmitt. 
Östlich an den Gimpelvorbau schließt sich eine breit gestreckte Südwand an, die Zwerchwand, diese ist vom Gimpel-Südostvorbau durch eine markante Schlucht getrennt. In der Zwerchenwand befinden sich rund ein Dutzend Klettertouren, darunter so beliebte wie die Till Ann (UIAA 5-, Kletterlänge 180 m). Diese ist von moderater Schwierigkeit und gut gesichert, damit eine der beliebtesten Touren in den Tannheimer Bergen. Unter der Wand verläuft der Wanderweg zur Nesselwängler Scharte.

Gimpel
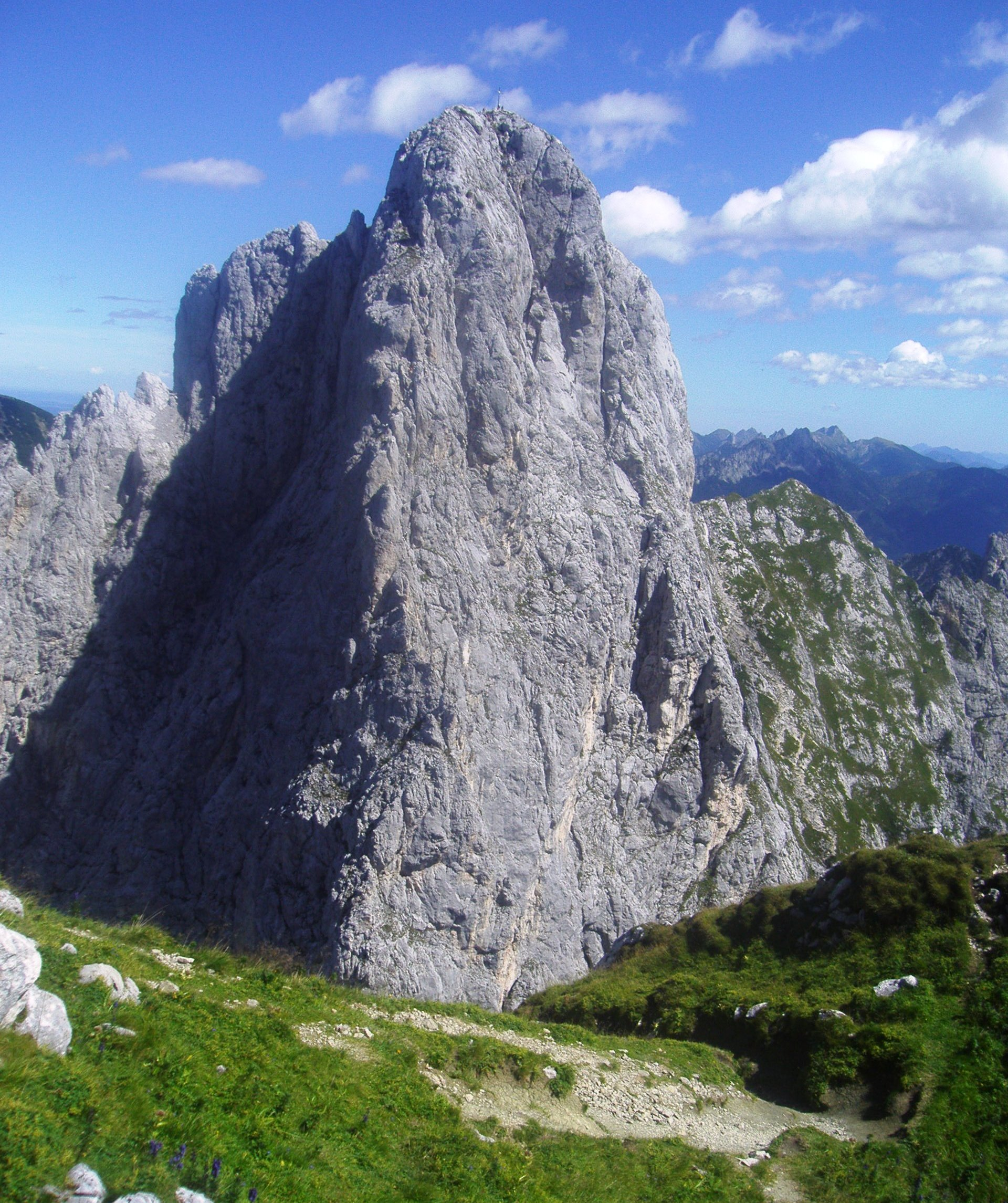
Gimpel von der Roten Flüh aus gesehen
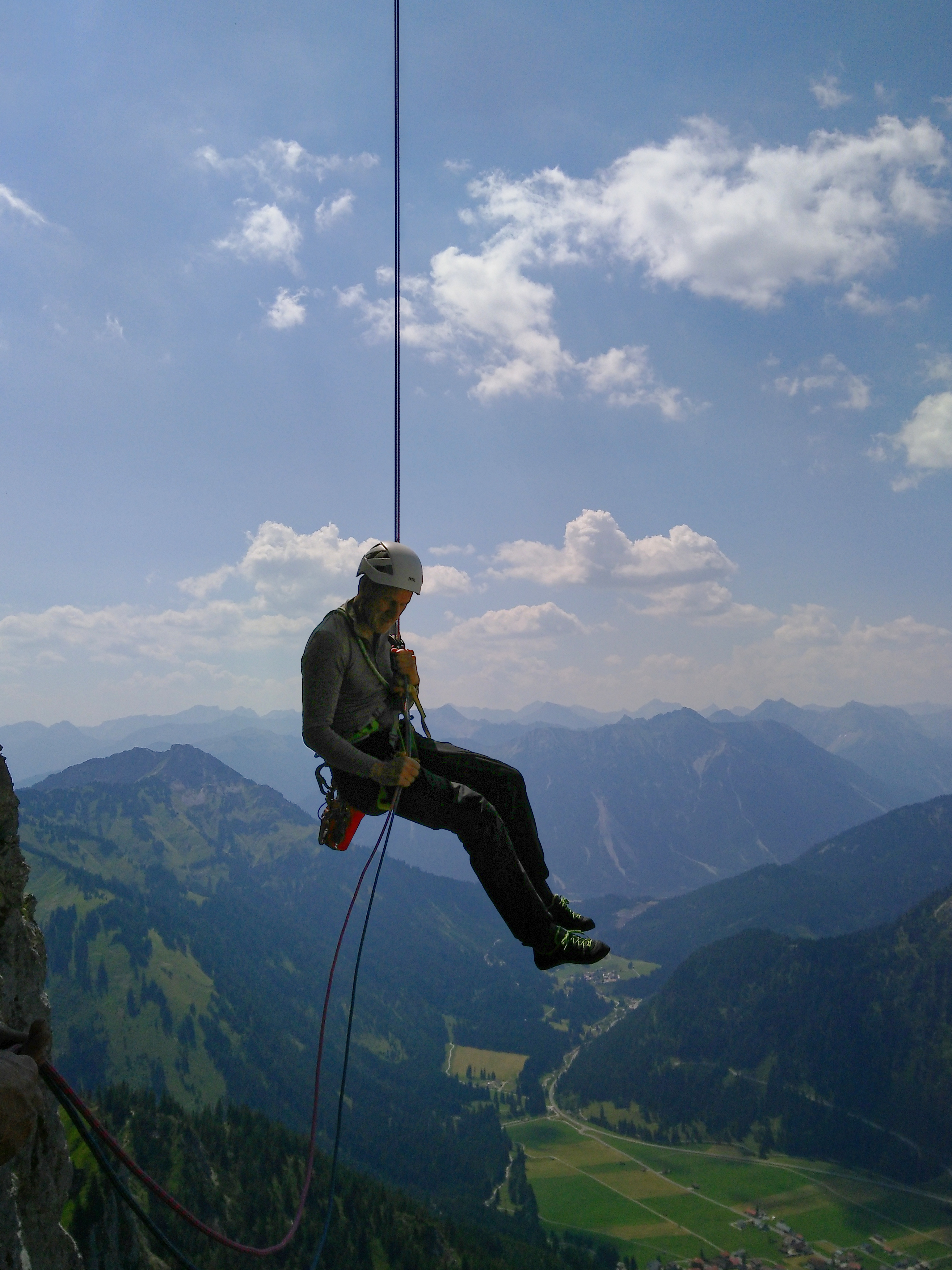
Tannheimer Berge, Abseilen von der Zwerchwand
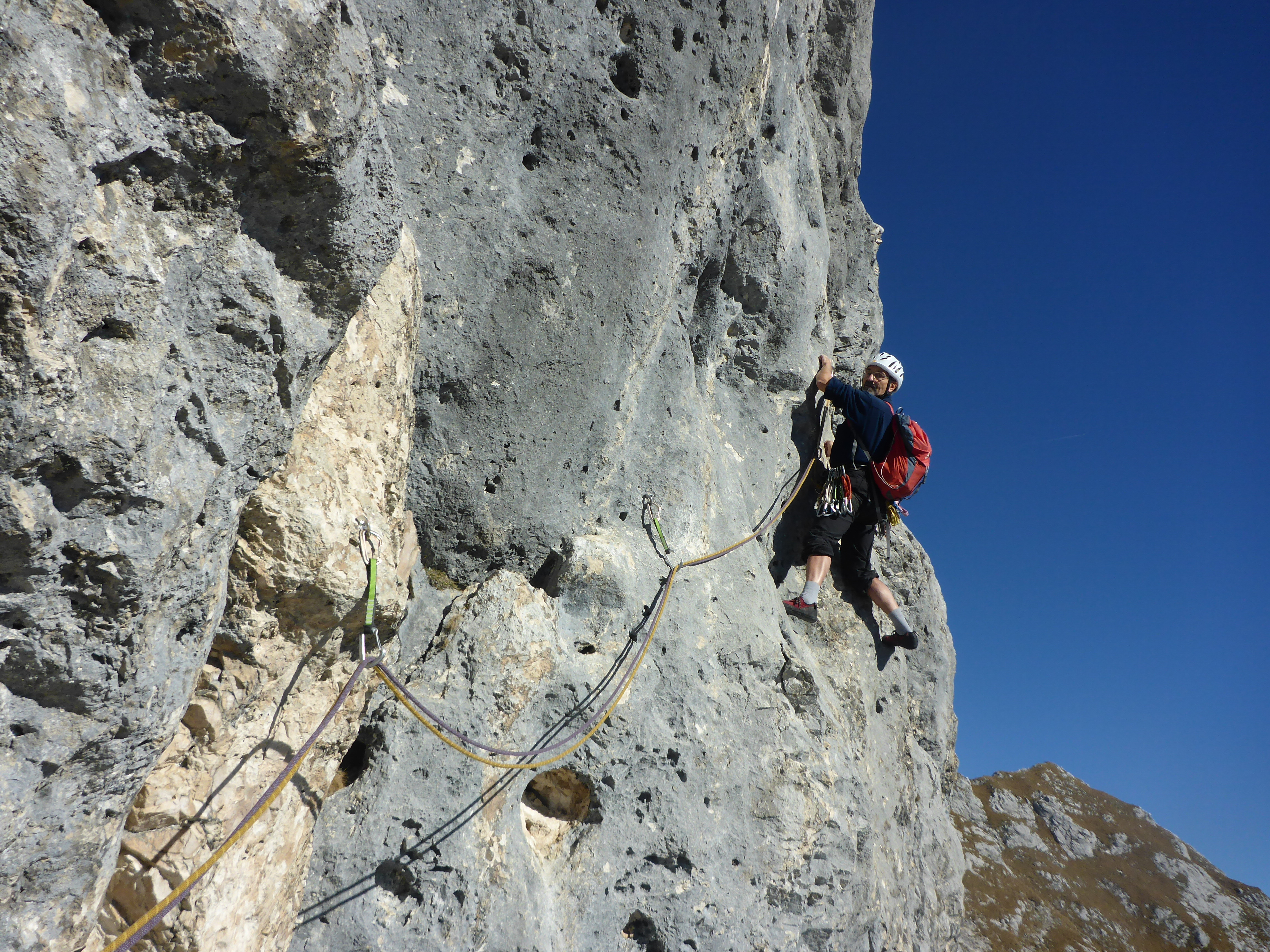
Klettern an der Gimpel Südseite, hier die Tour „Neue Südost Kante“

Die Rote Flüh, die Gimpelsüdwand sowie der Gimpelvorbau waren 1999 die ersten Berge im Allgäu, deren häufig begangene Routen mit Bohrhaken ausgestattet wurden, nachdem eine Seilschaft aus Oy/Mittelberg nach einem Standhakenbruch sowie einem daraus resultierenden Seilschaftssturz an der Roten Flüh verunglückte. Trotz der guten Absicherung kommt es immer wieder zu Unfällen.
Toni Freudig entdeckte 1990 ein Höhlensystem in der Südwand (Gimpellabyrinth).

## Hütten
- Tannheimer Hütte (DAV) von Nesselwängle aus, abgerissen, Neubau geplant (Stand: Juli 2023)[10]
- Gimpelhaus (privat) von Nesselwängle aus
- Otto-Mayr-Hütte (DAV) oder Füssener Hütte (privat) von Musau aus
- Schneetalalm (Gemeinde Weißenbach) von Höfen aus
- Gimpelalm (Gemeinde Nesselwängle) – Stützpunkt der Bergrettung